# FIFA 17
FIFA 17は、EAスポーツが開発し、エレクトロニック・アーツより発売されたサッカーゲーム。
日本版パッケージに初回特典として特製のスリーブを付け、槙野智章が登場することを発表した。
また、今作ではJ1リーグ全18チームと市立吹田サッカースタジアムが実名収録される。
FIFAシリーズでは初となるFrostbiteを搭載。FrostbiteはPlayStation 4、Xbox One、Microsoft Windowsの三機種で搭載されている。
PlayStation 3、PlayStation 4、Xbox 360、Xbox One、Microsoft Windowsの5機種対応。

## ゲームモード
The Journey
シリーズとしては初めてとなるストーリーモード。プレミアリーグの新人選手、アレックス・ハンターの物語が書かれる。

## 収録リーグ
- イングランド
  - プレミアリーグ
  - EFLチャンピオンシップ
  - EFLリーグ1
  - EFLリーグ2
- フランス
  - リーグ・アン
  - リーグ・ドゥ
- ドイツ
  - ブンデスリーガ
  - ツヴァイテリーガ
  - 3.リーガ
- イタリア
  - セリエA（ユヴェントスとローマは偽名収録。選手は実名収録）
- スペイン
  - ラ・リーガ サンタンデール
  - ラ・リーガ スマートバンク
- オーストリア
  - オーストリア・ブンデスリーガ
- ベルギー
  - ジュピラー・プロ・リーグ
- デンマーク
  - 3F スーペルリーガ
- ノルウェー
  - エリテセリエン
- ポーランド
  - PKO エクストラクラサ
- ポルトガル
  - Liga NOS
- アイルランド
  - SSE エアトリシティ リーグ
- ロシア
- ロシア・プレミアリーグ
- スコットランド
  - スコティッシュ・プレミアシップ
- スウェーデン
  - アルスヴェンスカン
- スイス
  - ライファイゼン・スーパーリーグ
- トルコ
  - スュペル・リグ
- 日本
  - J1リーグ
- 韓国
  - Kリーグ1
- 中国
  - 中国サッカー・スーパーリーグ
- オーストラリア
  - Aリーグ
- サウジアラビア
  - サウジ・プロフェッショナルリーグ
- ブラジル
  - カンピオナート・ブラジレイロ・セリエA（ブラジルリーグ名称で全選手が偽名）
- アルゼンチン
  - アルゼンチン・プリメーラ・ディビシオン（ボカ・ジュニアーズが偽名で収録）
- チリ
  - チリ・プリメーラ・ディビシオン
- コロンビア
  - カテゴリア・プリメーラA
- その他
- ギリシャ・スーパーリーグから4クラブ、シャフタール・ドネツクほか7クラブ
- ほか
- 男子A代表が50チーム、女子A代表が15チーム

## その他
ラミア航空2933便墜落事故で多くの関係者が犠牲になったアソシアソン・シャペコエンセ・ジ・フチボウ（シャペコエンセ）のキット及びバッジは、事故後無償で配布している。